# Veterinära ansvarsnämnden
Veterinära ansvarsnämnden var en svensk domstolsliknande förvaltningsmyndighet som sorterade under Jordbruksdepartementet. Nämnden prövade frågor om disciplinansvar för veterinärer, liksom frågor om återkallelse av legitimation och begränsning av förskrivningsrätten.
Veterinära ansvarsnämnden ersattes den 1 januari 2010 av Ansvarsnämnden för djurens hälso- och sjukvård.

## Historik
En disciplinnämnd för veterinärer har funnits sedan 1947 (och var organisatoriskt inom dåvarande Veterinärstyrelsen). Från och med 1972 fanns Veterinärväsendets ansvarsnämnd inom dåvarande Lantbruksstyrelsen. När Lantbruksstyrelsen upphörde överfördes ansvarsnämnden till Jordbruksverket och fick då namnet Veterinära ansvarsnämnden. Nämnden blev en egen myndighet 1994.

## Organisation
Myndigheten leddes av en nämnd och hade sitt kansli i Jönköping. Kansliuppgifterna sköttes dels av en sekreterare, som tillsattes av nämnden, dels av personal från Jordbruksverket.